# Canciones para robots románticos
Canciones para robots románticos es el octavo álbum de estudio del grupo español Fangoria, publicado el 12 de febrero de 2016 bajo los sellos Warner Music Spain y DRO. Junto con el lanzamiento del álbum, se ofreció un DVD documental promocional a los compradores que reservaran su copia a través del portal de El Corte Inglés. El DVD, titulado Cuándo, para qué, cómo y con quién, donde se documentaba el proceso de creación del álbum y la realización del videoclip del primer sencillo. Musicalmente, cubre el electropop con elementos de la música dance, synthpop y rock electrónico acercándose al sonido de su último álbum Cuatricromía (2013).
Canciones para robots románticos supuso un éxito comercial tras haber debutado en la primera posición de la lista semanal de álbumes más vendidos de España. De igual forma recibió el disco de oro tras haber vendido más de 50.000 copias.
Como parte de su promoción, fue lanzado como sencillo el tema «Geometría polisentimental», que ingresó en segunda posición de la lista de sencillos más vendidos de España. A ello le siguió el lanzamiento de un segundo sencillo, «Fiesta en el infierno», que ingresó en el número nueve de los más vendidos. En 2017 fue publicada una reedición titulada Miscelánea de canciones para robótica avanzada, que incluyó varias canciones inéditas, además del sencillo «Espectacular», que ingresó el decimosexto puesto de los más vendidos, certificándose como disco de oro.

## Antecedentes
Mientras concluía la era Cuatricromía, Fangoria comenzó a trabajar en un nuevo álbum durante 2015, en colaboración con Guille Milkyway y Jon Klein, quienes ya habían producido su disco anterior. Durante el proceso de grabación, Alaska y Nacho Canut compartieron diversas imágenes de las sesiones de estudio a través de sus cuentas personales de Instagram, lo que permitió a sus seguidores seguir de cerca el desarrollo del proyecto.

## Diseño y portada
El diseño de la portada del álbum, de inspiración otoñal, fue obra del fotógrafo argentino Juan Gatti, quien ya había trabajado con Fangoria anteriormente. En esta ocasión, la portada presentaba a Alaska y Nacho Canut posando frente a un coche blanco, acompañados de dos robots que simbolizaban a su hijo y a una mascota, con la Casa Farnsworth como fondo.

## Miscelánea de canciones para robótica avanzada
El 4 de enero de 2017 se anunció que Canciones para robots románticos formaría parte de Miscelánea de canciones para robótica avanzada, un EP que fue publicado el 17 de febrero del mismo año. El EP constaba de cuatro canciones inéditas: «Espectacular», el sencillo principal del trabajo, producido por Guille Milkyway; «El día a día de mi psicopatía» y «¿Qué quiere usted de mí?», producidas por Jon Klein; y «Lo peor es lo mejor», producida por Stefan Oldsal. Además, el EP incluía una remezcla titulado «Disco Sally baila en una fiesta en el infierno» y un medley de canciones de otros artistas cuya temática era el baile, bajo el nombre de «Canciones que hablan sobre bailar». Este medley incluía temas como «Bailando» de Alaska y los Pegamoides, «Bailando» de Paradisio, «Estoy bailando» de las Hermanas Goggi, «Toro» de El Columpio Asesino y «Yo quiero bailar» de Sonia y Selena.
Con el anuncio de esta reedición, se estableció la fecha de estreno del primer sencillo, titulado «Espectacular», y su lanzamiento en formato digital para el 6 de enero de 2017.

## Lista de canciones
- Edición estándar

| - Canciones para robots románticos: CD, vinilo + CD, descarga digital - CD 1 en Miscelánea de canciones para robótica avanzada (17 de febrero de 2017) |                                                            |                                                     |                        |          |  |
| N.º | Título                                                     | Escritor(es)                                        | Productor(es)          | Duración |  |
| 1. | «Disco Sally»                                              | Guille Milkyway, Ignacio Canut, Olvido Gara         | La Casa Azul, Fangoria | 3:42     |  |
| 2. | «Geometría polisentimental»                                | Guille Milkyway, Ignacio Canut, Olvido Gara         | La Casa Azul, Fangoria | 3:28     |  |
| 3. | «Fiesta en el infierno»                                    | Guille Milkyway, Ignacio Canut, Olvido Gara         | La Casa Azul, Fangoria | 4:11     |  |
| 4. | «Iluminados»                                               | Guille Milkyway, Ignacio Canut, Olvido Gara         | La Casa Azul, Fangoria | 4:38     |  |
| 5. | «Manual de decoración para personas abandonadas»           | Guille Milkyway, Ignacio Canut, Olvido Gara         | La Casa Azul, Fangoria | 3:50     |  |
| 6. | «Voluntad de resistir»                                     | Guille Milkyway, Ignacio Canut, Olvido Gara         | La Casa Azul, Fangoria | 4:26     |  |
| 7. | «La marisabidilla, el escorpión y la que quita la ilusión» | Ignacio Canut, Mauro Canut, Olvido Gara             | Jon Klein, Fangoria    | 4:26     |  |
| 8. | «La nostalgia es una droga»                                | Ignacio Canut, Mauro Canut, Olvido Gara             | Jon Klein, Fangoria    | 4:41     |  |
| 9. | «Mentiras de folletín»                                     | Ale Sergi, Ignacio Canut, Olvido Gara               | Jon Klein, Fangoria    | 4:31     |  |
| 10. | «Delirios de un androide cardado»                          | Ignacio Canut, Jaume García Ferrer, Olvido Gara     | Jon Klein, Fangoria    | 4:09     |  |
| 11. | «La procesión va por dentro»                               | Ignacio Canut, Jaume García Ferrer, Olvido Gara     | Jon Klein, Fangoria    | 3:31     |  |
| 12. | «Larga vida y prosperidad»                                 | Ignacio Canut, Jon Klein, Max Peterson, Olvido Gara | Jon Klein, Fangoria    | 4:21     |  |
| 50:03 |                                                            |                                                     |                        |          |  |

- Edición digital

| Pista adicional para descarga digital |              |                                                 |                         |          |  |
| N.º                                   | Título       | Escritor(es)                                    | Productor(es)           | Duración |  |
| 13.                                   | «Sinestesia» | Ignacio Canut, Jaume García Ferrer, Olvido Gara | Stefan Olsdal, Fangoria | 5:21     |  |
| 55:26                                 |              |                                                 |                         |          |  |

| - Miscelánea de canciones para robótica avanzada (EP): vinilo + CD (17 de febrero de 2017) - CD 2 en Miscelánea de canciones para robótica avanzada (17 de febrero de 2017) |                                                  | |                         |          |  |
| N.º | Título                                           | Escritor(es) | Productor(es)           | Duración |  |
| 1. | «Espectacular»                                   | Guille Milkyway, Ignacio Canut, Olvido Gara | La Casa Azul, Fangoria  | 3:58     |  |
| 2. | «El día a día de mi psicopatía»                  | Ale Sergi, Ignacio Canut, Olvido Gara | Jon Klein, Fangoria     | 4:27     |  |
| 3. | «¿Qué quiere usted de mí?»                       | Ignacio Canut, Jon Klein, Olvido Gara | Jon Klein, Fangoria     | 4:36     |  |
| 4. | «Lo peor es lo mejor»                            | Fernando Delgado, Ignacio Canut, Mauro Canut, Olvido Gara | Stefan OldSal, Fangoria | 3:53     |  |
| 5. | «Canciones que hablan sobre bailar»              | Albaro Arizaleta Urra, Carlos García Berlanga, Caetano Savio, Giancarlo Bigazzi, Ignacio Canut, Luis Gómez Escolar, María Isabel García Asensio, Patrick Samoy, Raúl Arizaleta Urra, Antoni Ten Martínez, Francesc Ten Martínez | Juan Sueiro, Fangoria   | 11:48    |  |
| 6. | «Disco Sally baila en una fiesta en el infierno» | Guille Milkyway, Ignacio Canut, Olvido Gara | Juan Sueiro, Fangoria   | 5:34     |  |
| 34:16 |                                                  | |                         |          |  |

| Pista adicional (reedición de Canciones para robots románticos, 12 de enero de 2018) |                |          |  |
| N.º                                                                                  | Título         | Duración |  |
| 13.                                                                                  | «Espectacular» | 3:57     |  |
| 54:00                                                                                |                |          |  |